# HRVY
HRVY (Kent, 28 januari 1999), pseudoniem van Harvey Leigh Cantwell, is een Engels zanger en presentator. Na het uitbrengen van covers via sociale media werd hij ontdekt door Blair Dreelan, voormalig zanger van de boyband East 17. In 2013 bracht hij zijn eerste single uit. Thank you werd een grote hit en luidde de start in van zijn carrière.
In 2020 verscheen de single Me because of you, afkomstig van HRVY's debuutalbum Can anybody hear me? dat later dat jaar uitgebracht moet worden.
In 2020 deed HRVY mee aan de Britse danswedstrijd voor bekende Britten: Strictly Come Dancing.